# José Hernández Muñoz
José Hernández (Tànger, Protectorat Espanyol al Marroc, 5 de gener de 1944 − Màlaga, 20 de novembre de 2013) va ser un pintor i artista plàstic espanyol, membre de la Reial Acadèmia de Belles Arts de San Fernando des de 1989. Conegut especialment per les seves il·lustracions de llibres.

## Biografia
Nascut el 5 de gener de 1944 a la Zona Internacional de Tànger, va exposar les seves primeres obres a la Librairie des Colonnes de Tànger el 1962; en aquesta època i malgrat la seva joventut ja alternava amb personatges de la cultura de la mencionada ciutat. Així ho va comentar el crític d'art Emilio Sanz Soto: «En aquestes visites fantasmes a uns ambients fantasmagòrics, m'acompanyava el joveníssim pintor de Tànger José Hernández, qui als 17 anys ja somniava despert dibuixant gats enfurismats». Els seus dibuixos mostren la seva inclinació a la representació onírica segurament influït per la lectura d'obres fantàstiques. A les seves obres el color més emprat són les tonalitats ocres especialment per als fons junt amb el verd per al temari.
El 1964 va començar a treballar a Madrid. Des de 1967 va començar a treballar en l'art gràfic. Durant anys va compartir domicili entre Màlaga i Madrid. Té un ampli reconeixement el seu treball com a il·lustrador de llibres, entre els quals es troben gravats per a les obres d'autors com Joyce i Rimbaud. Des de 1986 està representat amb la seva obra en el Museu de Dibuix "Julio Gavín" Castell de Larres
Va morir el 20 de novembre de 2013 a Màlaga, després d'una llarga malaltia, als 69 anys.

## Premis
- Premi Nacional d'Arts Plàstiques d'Espanya. Madrid, 1981.[1][6]
- Premi Internacional Biella per L'Incisione, Italia
- Medalla d'Honor de la XII Exhibició Internacional d'ex-libris moderns de Malbork, Polònia
- Medalla d'Honor de la Reial Acadèmia de Belles Arts de Santa Isabel de Hungría de Sevilla
- Membre titulaire de l'Académie Européenne des Sciences, des Arts et des Lettres, París
- Premio Nacional de Arte Gráfico (Espanya, 2006)